# Acanthonotozomella trispinosa
Acanthonotozomella trispinosa är en kräftdjursart. Acanthonotozomella trispinosa ingår i släktet Acanthonotozomella och familjen Acanthonotozomellidae. Inga underarter finns listade i Catalogue of Life.